# Berengarius Raymond van Provence
Berengarius Raymond van Provence (Melgueil, 1115 - aldaar, 1144) was van 1131 tot 1144 graaf van Provence.

## Levensloop
Berengarius Raymond was de tweede zoon van graaf Raymond Berengarius III van Barcelona, die onder de naam Raymond Berengarius I ook graaf van Provence was, en gravin Dulcia I van Provence. 
Na de dood van zijn vader in 1131 erfde Berengarius Raymond het graafschap Provence, terwijl zijn oudere broer Raymond Berengarius IV het graafschap Barcelona erfde. Als graaf van Provence werd zijn regeerperiode gedomineerd door de oorlog tegen het huis Baux, dat ook het graafschap Provence opeiste. Hij plande ook een offensief tegen de republiek Genua, maar stierf voor hij deze plannen effectief kon uitvoeren.
Hij was gehuwd met Beatrix, die het heerschap Melgueil bestuurde. Ze kregen een zoon:
- Raymond Berengarius III (1135 - 1166), graaf van Provence.